# Форман, Аманда (историк)
Аманда Люси Форман (англ. Amanda Lucy Foreman; 1968 г. р., Лондон) — британско-американская писательница и историк. Доктор философии.
Лауреат Уитбредовской премии 1999 года за свою первую книгу-биографию «Georgiana, Duchess of Devonshire».

## Биография
Родилась в 1968 году во втором браке Карла Формана, оскароносного американского сценариста и продюсера, перебравшегося в Великобританию из-за маккартистских гонений — с Эвелин (Смит). Брат Джонатан.
Когда ей было семь лет, семья переехала в Лос-Анджелес. В десять лет Аманда была отправлена в Англию, затем вернулась в США, где в Нью-Йорке окончила колледж со степенью бакалавра[когда?].
В 1991 году вновь возвратилась в Англию.
Окончила Колумбийский университет и Оксфорд, где получила степени магистра философии и доктора философии (PhD) по истории.
Магистерские тезисы «Politics or Providence?: Why the Houses of Parliament voted to abolish the slave trade in 1807» (1993), докторские — «The political life of Georgiana, Duchess of Devonshire, 1757—1806» (1998). Продолжением последних стала её первая написанная книга-биография.
После получения докторской[когда?] степени осталась в Оксфорде в кач-ве исследователя. В 1998 году вышла её первая книга «Georgiana, Duchess of Devonshire», ставшая продолжением её докторской работы. Книга была опубликована HarperCollins в Великобритании и Random House в США и стала бестселлером, была переиздана впоследствии. По книге снят фильм «Герцогиня» (2008).
Её последняя книга «Мир в огне» (A World on Fire: A Epic History of Two Nations Divided) посвящена истории англо-американских отношений во время гражданской войны в США. Опубликована в 2010 году Penguin в Великобритании и в 2011 году Random House в США, где стала бестселлером. Была выбрана книгой года The New Yorker и The Economist и вошла в десять лучших книг года по версии The New York Times, Bloomberg, The Washington Post, Chicago Tribune и NPR.
В 2012 году была отмечена наградой им. Ф. Прэтта.
В 2017 году планируется выход следующей книги Форман «The World Made by Women: A History of Women from the Apple to the Pill».
Состоит приглашённым научным сотрудником Лондонского университета королевы Марии. Форман делит своё время между Лондоном и Нью-Йорком.
Она председатель жюри Букеровской премии 2016 года.
Форман также работает для СМИ, в частности, с 2013 года она ведёт колонку «с исторической точки зрения» по истории и международным делам в «The Wall Street Journal», а с 2014 года является обозревателем «The Sunday Times» и «The Smithsonian». Форман страстная защитница свободы слова. Сняла четырёхсерийный документальный фильм «Восхождение женщины» («Женщина в истории», «The Ascent of Woman») для канала BBC 2.
Является увлечённым садоводом. Её собственный любимый писатель — Колм Тойбин.
Замужем за Джонатаном Бартоном (с 2000 года), пятеро детей. Один из них болел раком.